# Kungsportsplatsen

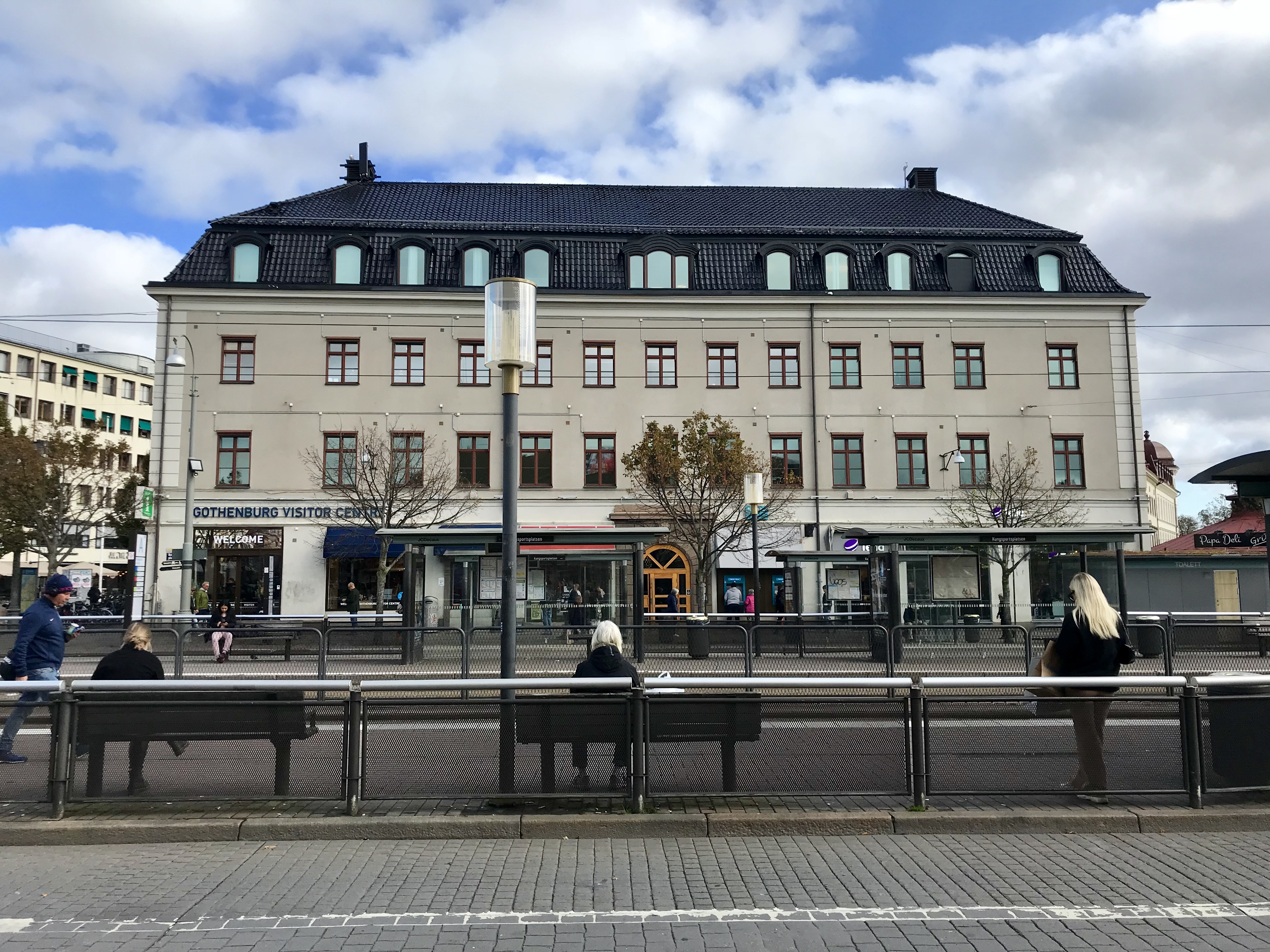
Kungsportsplatsens spårvagnshållplats. I fonden Kungsportsplatsen 2.

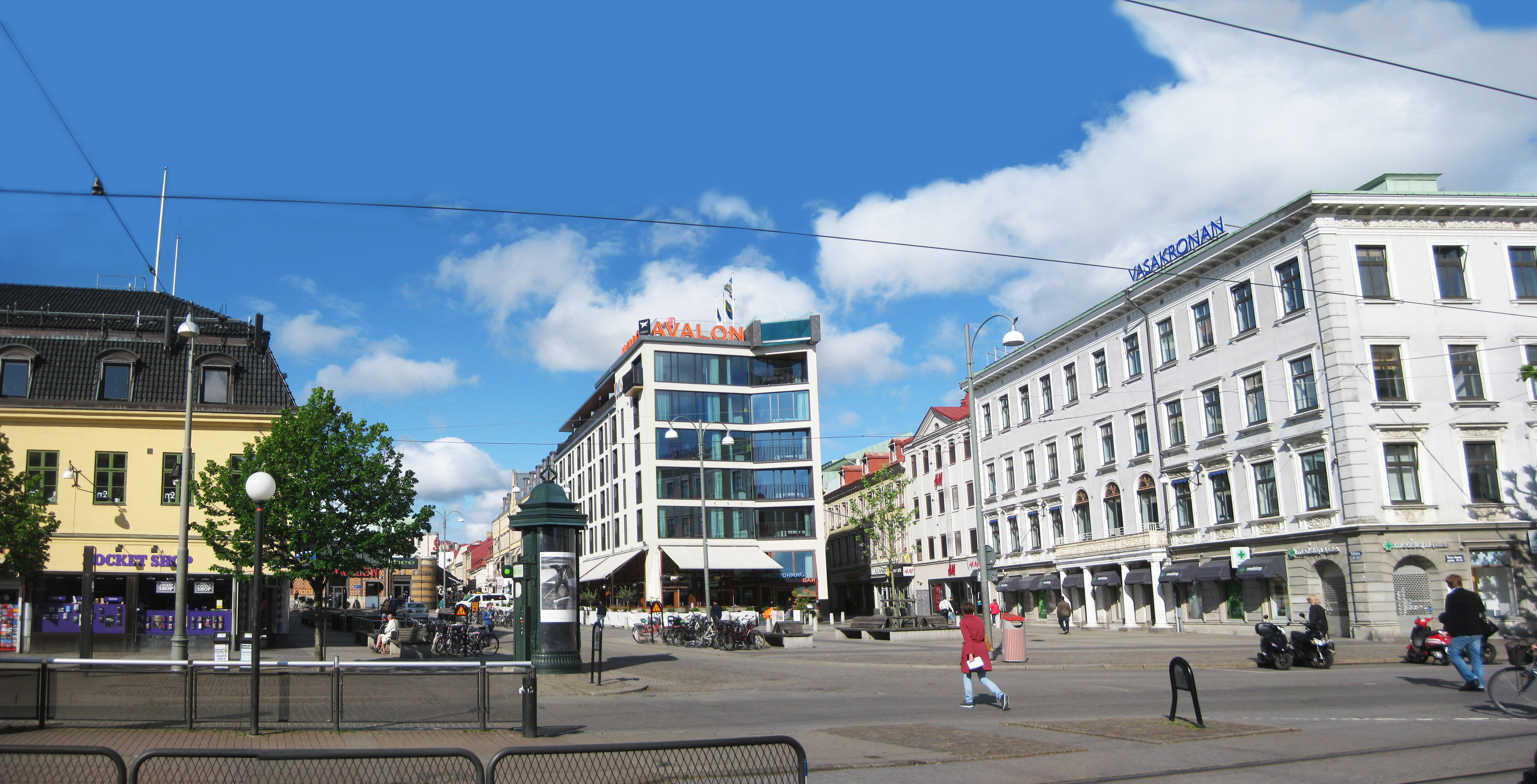
Vy från Kungsportsplatsen västerut med Kvarteret Idogheten rakt fram och apoteket Kronan till höger.

Kungsportsplatsen, namnet fastställt 1852, är ett torg i stadsdelen Inom Vallgraven i Göteborg, där stadsporten Kungsporten låg fram till och med 1839. Kungsporten har gett namn åt både torget, Kungsportsbron och Kungsportsavenyen, som sträcker sig från Kungsportsbron och upp till Götaplatsen.

## Historia
Den tidigt befästa staden Göteborg hade tre stadsportar:
- Mot öster fanns Drottningporten – även kallad Nye Port, som låg vid Drottningtorget
- Mot väster fanns Carls Port – även kallad Lilla porten,[2] Västerporten eller Holmgårdsporten – som låg vid bastionen Carolus Rex i början av nuvarande Kungsgatan, riven 1820.
- Mot söder fanns Kungsporten – även kallad Stads Porten, Gamle Porten eller Söder Port

Kungsporten, som låg ungefär där Kungsportsbron ligger idag, var av trä åren 1621–1653, därefter i sten samt ombyggd 1698. Namnen på porten var Stads Porten, från 1644 Gamle Porten, 1699 Söder Port och slutligen Konungsporten. Den låg placerad mellan bastionerna Gustavus Magnus och Johannes Dux, och en vindbrygga över ravelinen Prins Carl stod i förbindelse med landsvägen. Kungsporten ritades av fortifikationsofficeren Paul Ludvig Leijonsparre, en elev till fästningsingenjören Erik Dahlbergh, som år 1694 blivit utnämnd till generalkvartersmästare vid Göteborgs befästningar.
Porthuset var en stor byggnad med en gång igenom, och fungerade som kontrollplats för folk och gods som skulle in i staden där en tullavgift togs upp. Portbyggnaden användes även som garnison för stadsvakten, och på andra våningen fanns ett häkte. Högra flygeln var högvakt för Göta artilleriregemente.

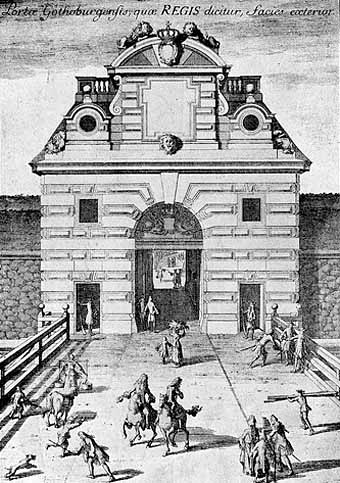
Litografi av Kungsporten ur Suecia antiqua et hodierna från 1720-talet.

Genom kungliga brev av den 28 november 1835 samt 23 april 1836 fastställdes det att Kungsporten kunde raseras, vilket skedde under åren 1836-1838. Porten såldes den 23 mars 1836 för 345 riksdaler banko till kopparslagaremästaren Carl Erik Lilja, med "lägenheter och väggfast inredning". Köpet övergick dock till staden. Det gjordes flera försök att bevara den åt eftervärlden, och det är efter denna stadsport som Kungsportsplatsen har fått sitt namn.
Kungsportsplatsen som torg byggdes 1845 och arkitekten var Carl Georg Brunius.
År 1898 revs den gamla Kungsportsbron som leder över Vallgraven till Bältesspännarparken och ersattes av den nuvarande som ritades av Eugen Thorburn och invigdes den 23 juli 1901.
Vid Kungsportsplatsen stod stridsvagnshindren från andra världskriget kvar ända till den 5 mars 1952.

## Vattenreservoaren

Kungsportsplatsen på 1890-talet, sedd från Östra Hamngatan. Östra Hamnkanalen lades igen 1899 och vattenreservoaren revs 1898.

Kungsportsplatsen och Kungstorget år 1901. Östra Hamnkanalen är då igenlagd och vattenreservoaren riven.

På förslag av stadsarkitekten Carl Wilhelm Carlberg byggdes också en vattenreservoar på Kungsportsplatsen, ungefär där Karl IX:s staty nu står. Arbetet påbörjades i september 1786 och invigningen med musik, pukor och trumpeter skedde i juli 1797, varefter reservoaren fylldes med de 700 tunnor vatten som den rymde. I reservoarens inre fanns på en tavla följande inskription av stadens poetiske borgmästare, Daniel Pettersson: 
Den Hand, som allt det goda giver,
Den Hand, som allting håller opp,
Och Källan utur sanden driver
Att friska mänskans matta kropp,
Hon nådigt detta Verk bevare
Från ofall, skada och fördärv.
Och ådrans ymnighet ej spare
Till hjälp och gagn i våra värv!
Men Folk! då du Guds godhet röner.
I detta och i annat mer,
Glöm ej hans lov i trägna böner,
Det är till hjärtat som Han ser.
Vattenreservoaren stod kvar sedan den tjänat ut, och inrymde från 1892 en poliklinik som 1898 flyttade till den då lediga artillerikasernen vid Kaserntorget och 1908 till Gamla Sahlgrenska. Det är denna reservoar, som namngivit kvarteret Vattenkällan, som är det minsta av kvarteren längs Kungsgatan. Reservoaren revs år 1899 i samband med att Östra Hamnkanalen fylldes igen.
En fontän vid Kungsporten i anslutning till reservoaren uppfördes troligen  vid samma tidpunkt som denna, efter ritningar av Carl Wilhelm Carlberg. Den stod precis i mitten av gatan, där kanalen gick in i en tunnel ut mot Vallgraven. En serie av mindre skulpturer till fontänen utfördes av den italienske skulptören Gioacchino Frulli.

## Kungsportsbryggeriet
Bryggeriet startades av rådman Daniel Enerot 1758, och låg vid "Östra Hamnen intill Kungsporten" (ungefär i höjd med Kopparmärra). Enerot avled 1762, och bryggeriet övertogs då av hans änka fram till 1764. Sista ägaren var kommissarie B.O. Winckler, som avled 1816 då bryggeriet upphörde.

## Apoteket Kronan
Vid Kungsportsplatsens nordvästra del förvärvade apotekare Gustaf Bernström i oktober 1916 hörnfastigheten Östra Hamngatan 45 och Vallgatan 22 i 21 kvarteret Hernhutaren. Säljare var den Stockholmsbaserade Herman Meeths. Bernström kom ett par år senare att flytta in med apoteket Kronan, från dess förra plats vid Korsgatan 3. Apoteket kallades en bit in på 1900-talet även för "Stora apoteket."

## Omgivning
Östra Hamngatan går rakt över torget från norr fram till Kungsportsbron i söder. Östra Larmgatan korsar torgets norra del, västerut, där den byter namn till Södra Larmgatan. Av detta så delas torget i tre delar: östra delen norr om Larmgatan men öster om Hamngatan; västra delen norr om Larmgatan men väster om Hamngatan; södra delen söder om Larmgatan. 
Torgets östra del är en öppen yta som bildar en trekant öppen mot Östra Hamngatan, men stängs österut omgiven av höga hus. Torget går längst i öster över i Harry Hjörnes plats och Östra Larmgatan. Mitt på den östra delen står ryttarstatyn "Kopparmärra".
Torgets västra del nyinvigdes av Anneli Hulthén i början av december 2008, och består av en öppen plats med träd och designade sittbänkar. Den satsningen kostade 15 miljoner kronor, varav fastighetsägarna svarade för 3 miljoner. På sommaren har nya hotel Avalon sin uteservering på en del av platsen. En vägbana leder södergående trafik från Östra Hamngatan. Längst i väster ligger Saluhallen, på en del som tillhör Kungstorget.

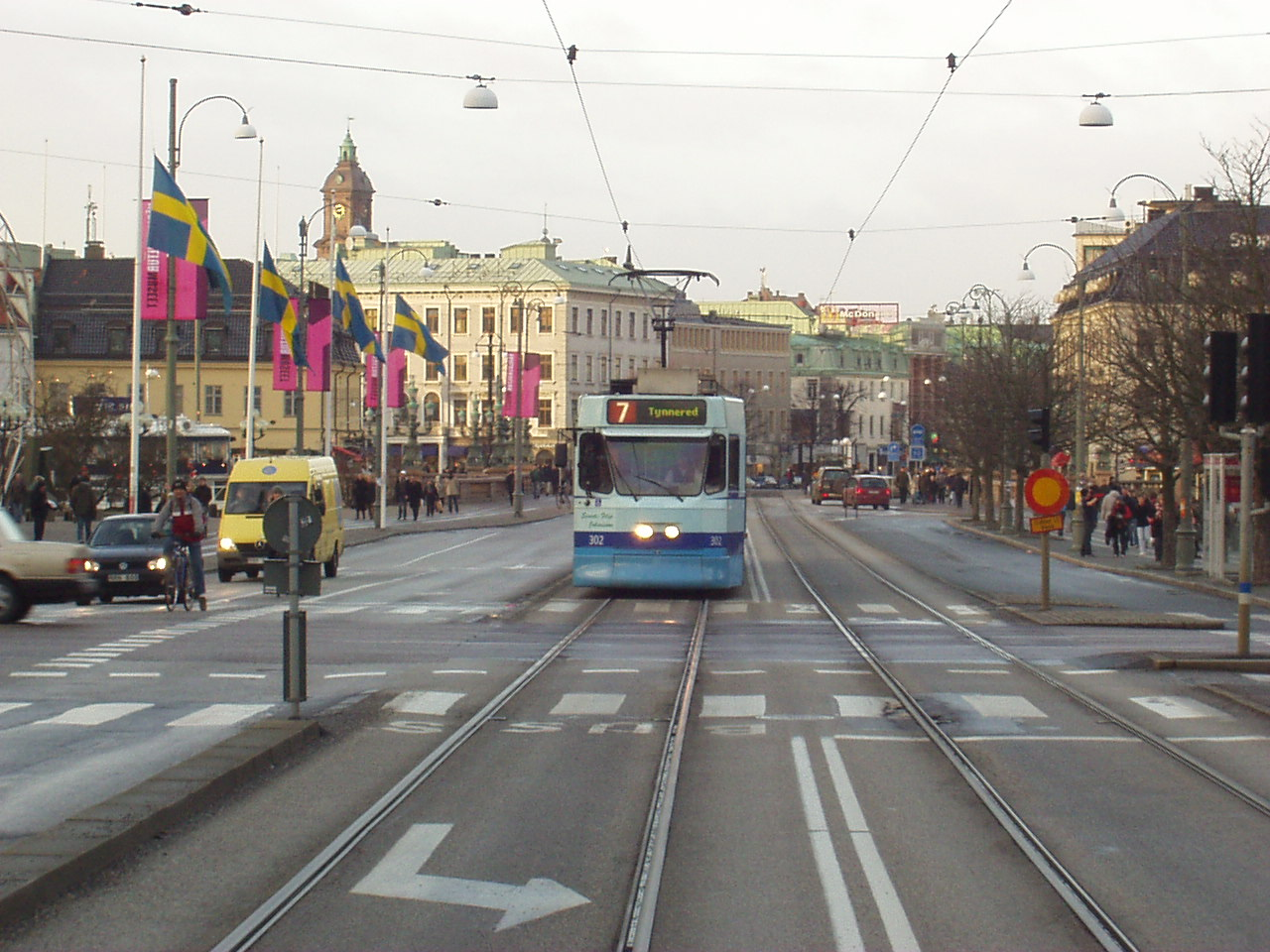
En vy över Kungsportsplatsen sedd uppifrån Kungsportsavenyn. Bakom spårvagnen börjar Kungsportsbron, en valvbro av gråsten uppförd 1810, som går över Vallgraven.

## Kungsportsplatsen spårvagnshållplats
Torgets södra del går ända ner till Kungsportsbron vid Vallgraven och denna del tas nästan upp helt av buss- och spårvagnshållplatserna som ligger på Östra Hamngatan. Kungsportsplatsen är också en hållplats för ett flertal av Göteborgs spårvägs spårvagnslinjer och Västtrafiks busslinjer, samt för Lisebergslinjen.

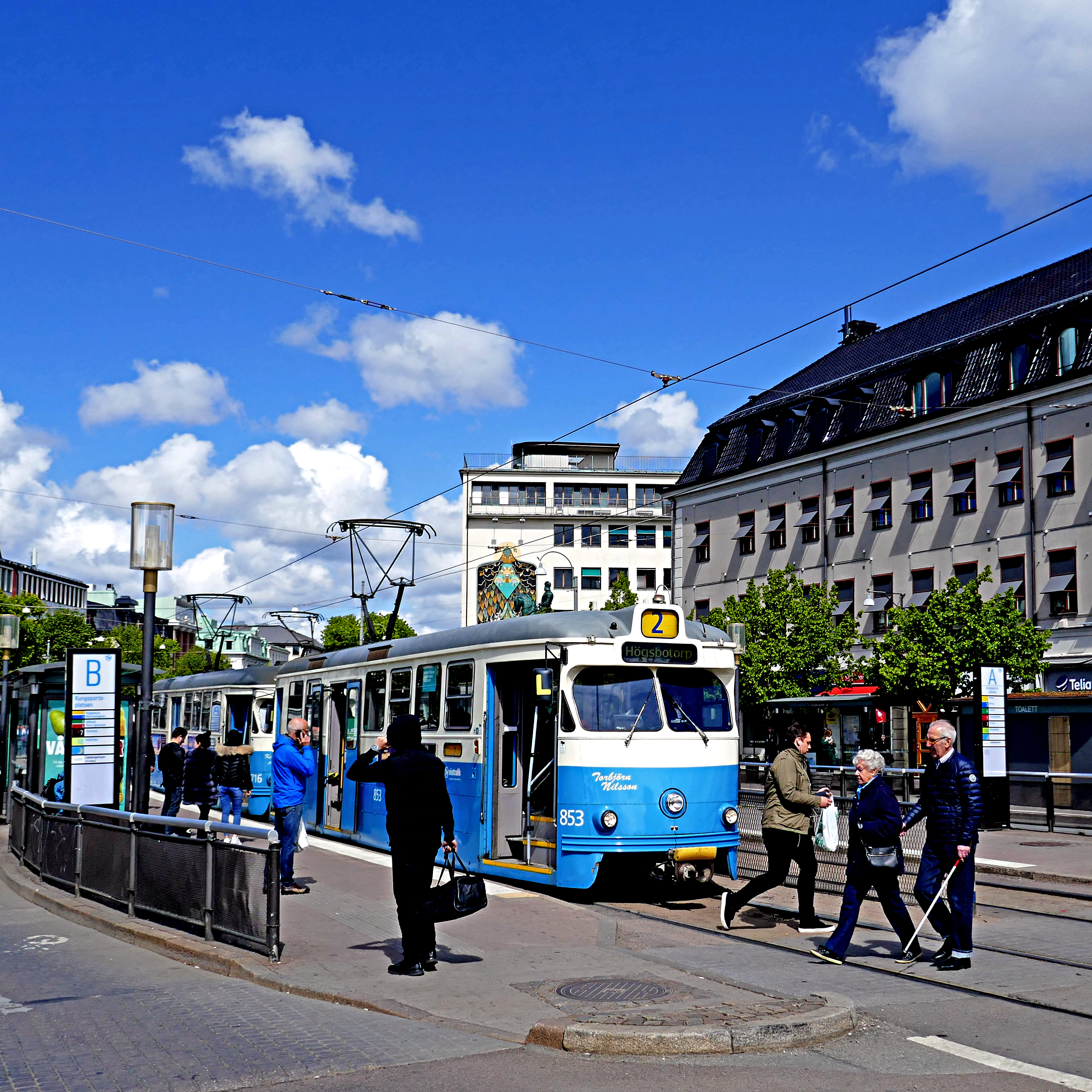
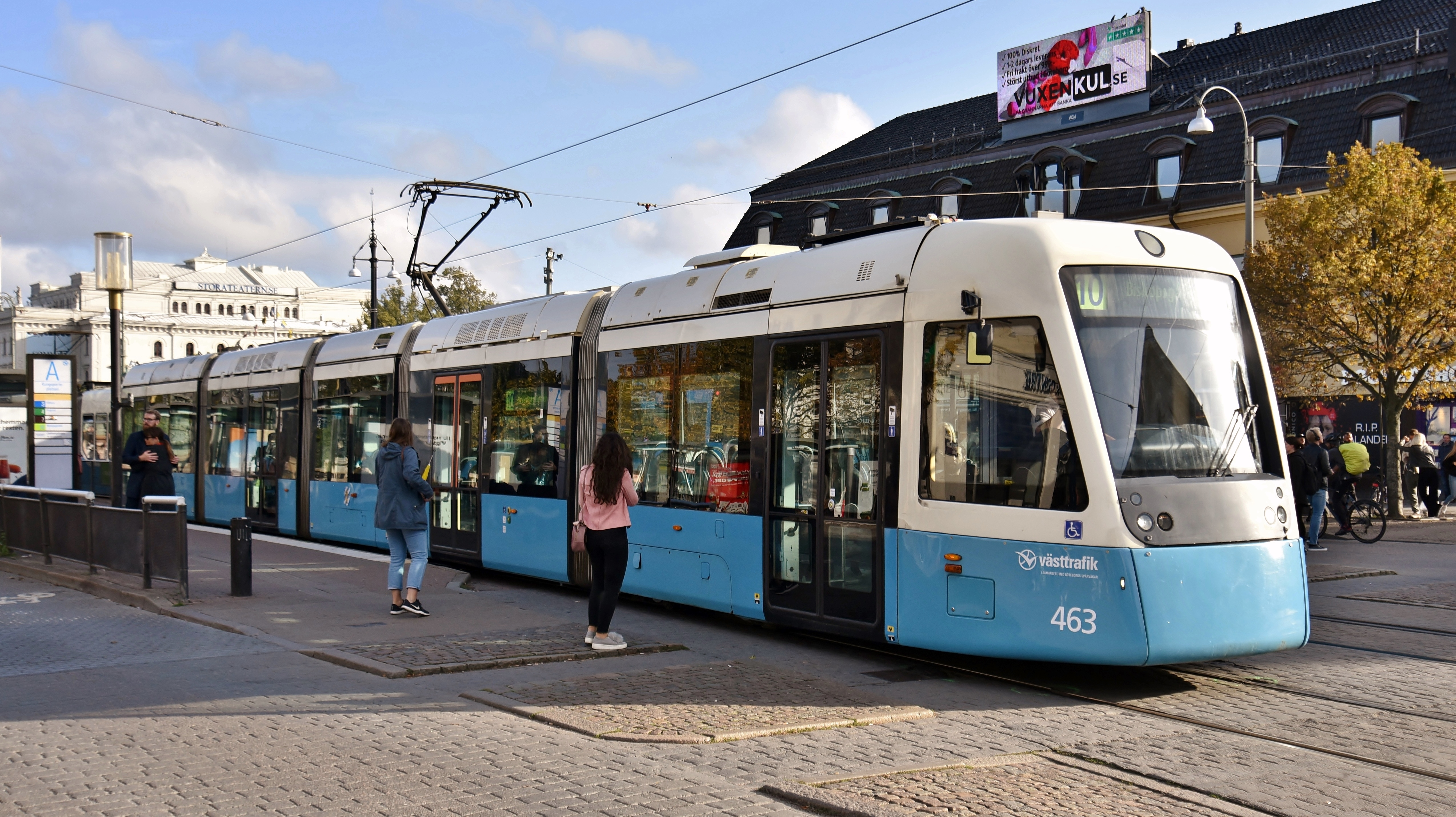

### Vid torget ligger bland annat
- Kopparmärra som är en ryttarstaty av Karl IX.
- Ett av Göteborgs två turistinformationskontor
- Biografen Palladium, som startades 1917 och lades ned 2008. Det pampiga hörnhuset (uppfört 1850) som inhyste biografen står dock kvar i hörnet av Östra Larmgatan 22/Lilla Nygatan 2,[17] och det är idag inte klart vad som skall hända med den före detta biograflokalen.
- Kajplatsen för rundtursbåten Paddan
- Matställen som till exempel Gamle Port och Café Cappuccino.